# コスモス5号
コスモス5号（Kosmos 5、ロシア語:Космос 5）または2MS #2は、科学調査と技術実証を目的とした人工衛星であり、ソビエト連邦により1962年に打ち上げられた。西側ではスプートニク15号(Sputnik 15)とも呼ばれる。5機目のコスモス衛星であり、コスモス2号及びコスモス3号に続く3機目のMS衛星である。主目的は将来の人工衛星のためのシステム実証と地球の周囲の人工放射線に関するデータの収集であった。
コスモス2I 63S1 s/n 3LKに搭載して打ち上げられた。コスモス2Iにとって6度目の打上げで、軌道に到達したのは4度目となった。1962年5月28日03:00(UTC)にカプースチン・ヤールのマヤーク発射施設第2発射台から打ち上げられた。
近地点192 km、遠地点1,578 km、軌道傾斜角49.1°、軌道周期102.6分の低軌道に乗せられた。1963年5月2日に軌道減衰するまで、ほぼ1年間軌道上にあった。
コスモス5号は、1962年7月9日にアメリカ合衆国が行った高高度核爆発を伴うスターフィッシュ・プライム実験及びその後の放射帯により、意図せずして損傷し、破壊された。
コスモス5号は、2機打ち上げられた2MS衛星の2機目であった。1機目は4月24日にコスモス3号として打ち上げられた。2MS衛星は、2タイプのMS衛星の後のもので、コスモス2号として打ち上げられた1MS衛星から引き継がれた。コスモス5号は、打ち上げられたMS衛星として最後から2番目のものであり、軌道に到達したのは最後となった。最後の1MS衛星は10月に打ち上げられたが、軌道に到達しなかった。